# 天使をありがとう
「天使をありがとう」（てんしをありがとう、Thank You for Sending Me an Angel）は、トーキング・ヘッズが1978年に発表した楽曲。2枚目のスタジオ・アルバム『モア・ソングス』の1曲目に収録された。

## 概要
トーキング・ヘッズはレコード・デビュー前の1975年にニューヨークの「CBS 30th Street Studio」で多数のデモを録音した。その中にデヴィッド・バーンが単独で書いた「天使をありがとう」もあったが、1977年に発表されたファースト・アルバム『サイコ・キラー'77』には収録されなかった。
1978年3月から4月にかけてグループはバハマ・ナッソーのコンパス・ポイント・スタジオでセカンド・アルバムのレコーディングを行った。
1978年7月14日、アルバム『モア・ソングス』が発売。本作品はアルバムA面の1曲目に収録された。
1983年12月13日から16日にかけてロサンゼルスのパンテージズ劇場で行われたコンサートの模様が映画用に撮影された。本作品も演奏された。コンサート映画『Stop Making Sense』は1984年4月24日にサンフランシスコ国際映画祭で上映され、同年10月に全国公開された。9月に出たサウンドトラックアルバムには収録されなかったが、1999年の再発盤に収録された。
2005年に『モア・ソングス』が再発売される。ボーナストラックとして「カントリー・エンジェル・バージョン」が収録された。
2025年7月25日に発売された『モア・ソングス』のスーパー・デラックス・エディションに、上記のカントリー・エンジェル・バージョンのほか、オルタネイト・ヴァージョン、1978年10月公演のライブ・バージョンなどが収録された。